# Markus Czerner
Markus Czerner (* 25. Januar 1984 in Viersen) ist ein deutscher Autor.

## Leben
Nach dem Abitur am Städtischen Gymnasium in Dülken studierte Markus Czerner an der Fontys University in den Niederlanden internationales Marketing und schloss das Studium mit dem Diplom ab. Nach dem Studium arbeitete er im Sportmanagement und nach verschiedenen Stationen hat er sich 2008 selbstständig gemacht. Seitdem arbeitet er als Vortragsredner und Hochschuldozent.

## Lehrtätigkeit
Markus Czerner unterrichtet als Lehrbeauftragter an verschiedenen Hochschulen. Von 2009 bis 2015 lehrte er an der WAM - Die Medienakademie und an der Fham. Markus Czerner hatte einen Lehrauftrag in Wirtschaftspsychologie, Sportmarketing und Organisationspsychologie an der Europäischen Medien und Business Akademie (EMBA). Seit 2022 ist er Dozent an der IST Hochschule, wo er für die Ausbildung zum Personal Coach verantwortlich ist und unterrichtet an der Hochschule Fresenius ebenfalls Wirtschaftspsychologie und Medienpraxis.

## Vorträge und Unterricht an Schulen
Markus Czerner arbeitete mit Schülern der Sekundarstufe II an einer erfolgreichen mentalen Einstellung. Zudem unterrichtet er Persönlichkeitsentwicklung in Form von Coachings an Schulen in Deutschland.

## Publikationen
- (2011): Networken mit XING, DATA BECKER; ISBN 978-3-8158-3726-9
- (2016): Marketing im Breitensport, De Gruyter Oldenbourg; ISBN 978-3-11-042824-7
- (2017): Alles Kopfsache, BusinessVillage Verlag; ISBN 978-3-86980-396-8
- (2020): Fail Good, BusinessVillage Verlag; ISBN 978-3-86980-490-3
- (2020): Mit mentaler Stärke zum Ziel, Carl Link Verlag; ISBN 978-3-556-08246-1
- (2021): Ignore the rules, BusinessVillage Verlag, ISBN 978-3-86980-611-2
- (2022): Erfolg ist kein Glück, BusinessVillage Verlag, ISBN 978-3-86980-672-3